# Pandelleia otiorrhynchi
Pandelleia otiorrhynchi är en tvåvingeart som beskrevs av Villeneuve 1922. Pandelleia otiorrhynchi ingår i släktet Pandelleia och familjen parasitflugor. Inga underarter finns listade i Catalogue of Life.